# Günther Petry

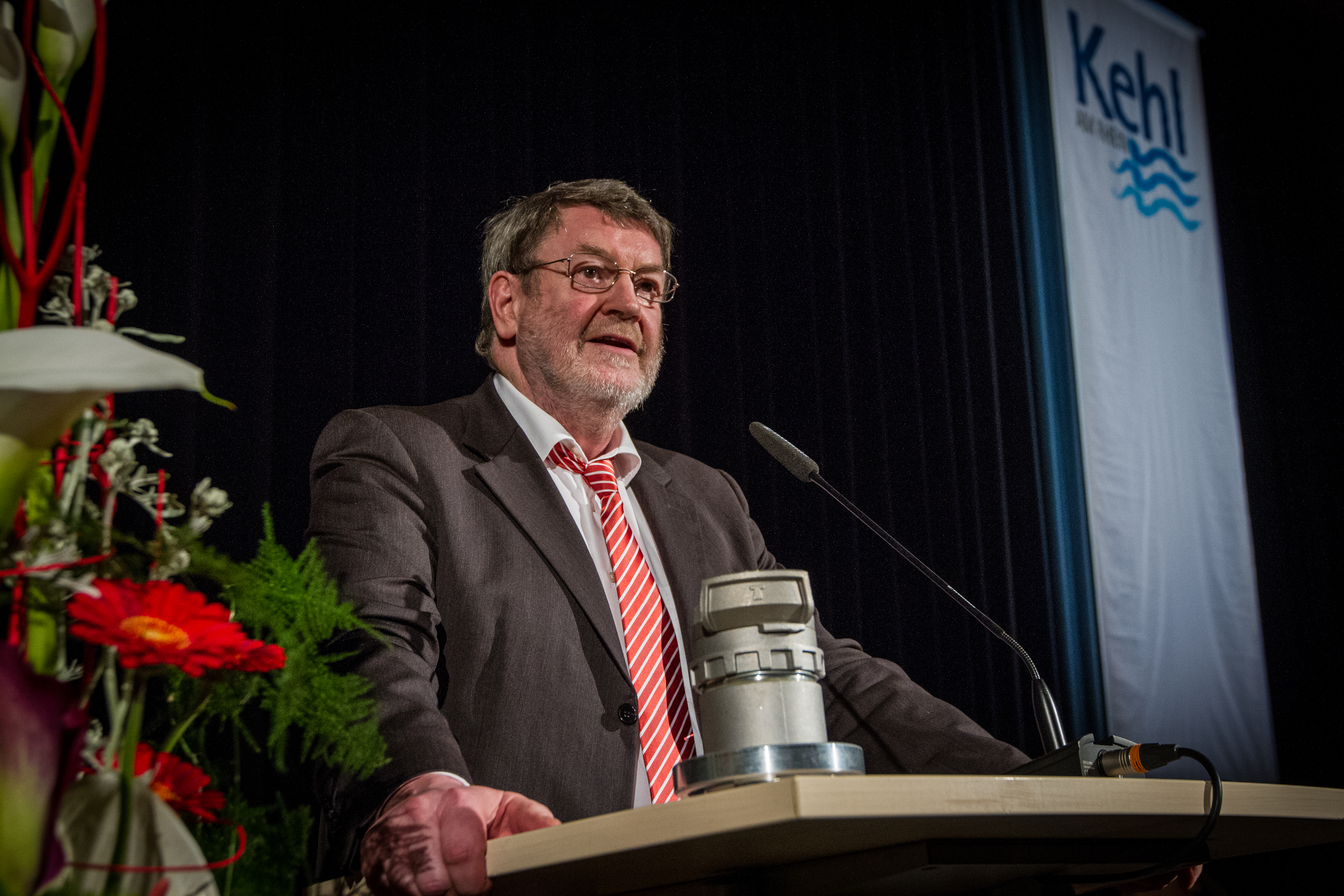
Günther Petry in der Stadthalle Kehl am 30. April 2014.

Günther Petry (* 17. September 1949 in Tübingen) war von 1998 bis 2014 Oberbürgermeister von Kehl und vom 1. Januar 2009 bis zum 31. Januar 2010 Sprecher des Eurodistrikts Strasbourg-Ortenau.

## Leben
Petry ist promovierter Volkswirt. Er war ab 1986 persönlicher Referent des Oberbürgermeisters von Freiburg Rolf Böhme. Im Jahr 1989 wurde er Kaufmännischer Geschäftsführer der Freiburger Stadtbau.
Im Jahr 1998 kandidierte er, unterstützt von SPD und Grünen, für das Amt des Oberbürgermeisters von Kehl. Als Auswärtiger gewann er überraschend mit 70,72 % gegen den Kehler Baubürgermeister Jörg Armbruster. Im Jahr 2006 wurde er mit 90 % für weitere acht Jahre wiedergewählt. Im Jahr 2014 trat er nicht mehr an. Er erhielt bei der ersten Wahl am 2. Februar 2014, bei der noch kein neuer Oberbürgermeister festgestellt werden konnte, dennoch eine Stimme.
Sein Nachfolger wurde Toni Vetrano (CDU), der im ersten Wahlgang 47,6 und im zweiten 82,5 Prozent der Stimmen erhielt. Die Verpflichtung fand am 5. Mai 2014 statt.